# Álex Aguinaga
Álex Darío Aguinaga Garzón (Ibarra, 9 juli 1968) is een voormalig profvoetballer uit Ecuador. Hij wordt samen met Alberto Spencer beschouwd als beste speler van zijn land ooit. Aguinaga is vooral bekend als middenvelder van het Mexicaanse Necaxa. Hij had als bijnamen El Maestro (De Meester) en El Güero (De Blonde). Hij stapte later het trainersvak in.

## Clubcarrière
Aguinaga speelde van 1984 tot 1989 bij Deportivo Quito, waar hij op 16-jarige leeftijd debuteerde in het eerste elftal. In 1989 werd hij door Necaxa gecontracteerd. Bij de Mexicaanse club groeide hij uit tot een waar idool. In de maar liefst veertien jaar die hij voor de club speelde, won hij zeven prijzen, waaronder drie Mexicaanse kampioenschappen (1994, 1995 en 1999). In 1999 volgde winst van de CONCACAF Champions Cup. Aguinaga werd uitgeroepen tot beste buitenlandse speler van de jaren negentig in Mexico. Na een seizoen bij Cruz Azul (2003/04) keerde Aguinaga in 2004 terug naar zijn vaderland Ecuador om voor LDU Quito te gaan spelen. Hij beëindigde in december 2005 zijn loopbaan als profvoetballerna het winnen van de Apertura 2005.

## Interlandcarrière
Aguinaga debuteerde in het nationaal elftal van Ecuador op 5 maart 1987 in een met 2-1 verloren interland tegen Cuba. Hij scoorde direct bij zijn debuut. De eerste keer dat hij van zich liet spreken, was op het Zuid-Amerikaans kampioenschap onder 17 in 1985. Daar eindigde Ecuador verrassend op de derde plaats, mede dankzij tien goals van Aguinaga. Hij werd uitgeroepen tot beste speler van het toernooi.
In 1989 speelde Aguinaga zijn eerste Copa América. Het toernooi werd gehouden in Brazilië. Ecuador verraste met een overwinning op Uruguay en een gelijkspel tegen Argentinië. Onder zijn impuls plaatse Ecuador zich voor de eerste maal voor de WK-eindronde. Hij bracht zijn vaderland in extase met de beslissende assist voor Ivan Kaviedes in de voorlaatste kwalificatiewedstrijd tegen Uruguay. Aguinaga nam daarop met Ecuador deel aan het WK 2002 in Zuid-Korea en Japan. De middenvelder kwam in alle drie de groepswedstrijden in actie. Uiteindelijk speelde Aguinaga 109 interlands, waarin hij 23 doelpunten maakte. Geen enkele speler heeft meer deelnames (zeven keer) aan de Copa América (Zuid-Amerikaans landenkampioenschap) op zijn naam staan dan Aguinaga .
| Interlands van Álex Darío Aguinaga voor Ecuador | Interlands van Álex Darío Aguinaga voor Ecuador | Interlands van Álex Darío Aguinaga voor Ecuador | Interlands van Álex Darío Aguinaga voor Ecuador | Interlands van Álex Darío Aguinaga voor Ecuador | Interlands van Álex Darío Aguinaga voor Ecuador |
| №                                               | Datum                                           | Wedstrijd                                       | Uitslag                                         | Competitie                                      | Goals                                           |
| Als speler van Deportivo Quito                  | Als speler van Deportivo Quito                  | Als speler van Deportivo Quito                  | Als speler van Deportivo Quito                  | Als speler van Deportivo Quito                  | Als speler van Deportivo Quito                  |
| ----------------------------------------------- | ----------------------------------------------- | ----------------------------------------------- | ----------------------------------------------- | ----------------------------------------------- | ----------------------------------------------- |
| 1                                               | 5 maart 1987                                    | Cuba – Ecuador                                  | 1 – 2                                           | Oefeninterland                                  | Goal                                            |
| 2                                               | 8 maart 1987                                    | Cuba – Ecuador                                  | 0 – 0                                           | Oefeninterland                                  |                                                 |
| 3                                               | 2 april 1987                                    | Ecuador – Cuba                                  | 0 – 0                                           | Oefeninterland                                  |                                                 |
| 4                                               | 15 april 1987                                   | Peru – Ecuador                                  | 0 – 1                                           | Oefeninterland                                  |                                                 |
| 5                                               | 11 juni 1987                                    | Colombia – Ecuador                              | 1 – 0                                           | Oefeninterland                                  |                                                 |
| 6                                               | 14 juni 1987                                    | Ecuador – Colombia                              | 3 – 0                                           | Oefeninterland                                  |                                                 |
| 7                                               | 19 juni 1987                                    | Uruguay – Ecuador                               | 2 – 1                                           | Oefeninterland                                  |                                                 |
| 8                                               | 4 juli 1987                                     | Peru – Ecuador                                  | 1 – 1                                           | Copa América                                    |                                                 |
| 9                                               | 7 juni 1988                                     | Verenigde Staten – Ecuador                      | 0 – 1                                           | Oefeninterland                                  | Goal                                            |
| 10                                              | 10 juni 1988                                    | Verenigde Staten – Ecuador                      | 0 – 2                                           | Oefeninterland                                  | Goal                                            |
| 11                                              | 12 juni 1988                                    | Verenigde Staten – Ecuador                      | 0 – 0                                           | Oefeninterland                                  |                                                 |
| 12                                              | 15 juni 1988                                    | Honduras – Ecuador                              | 1 – 1                                           | Oefeninterland                                  | Goal                                            |
| 13                                              | 17 juni 1988                                    | Honduras – Ecuador                              | 0 – 1                                           | Oefeninterland                                  |                                                 |
| 14                                              | 27 september 1988                               | Uruguay – Ecuador                               | 2 – 1                                           | Copa Boqueron                                   |                                                 |
| 15                                              | 29 september 1988                               | Ecuador – Chili                                 | 0 – 0                                           | Copa Boqueron                                   |                                                 |
| 16                                              | 29 januari 1989                                 | Ecuador – Chili                                 | 1 – 0                                           | Oefeninterland                                  |                                                 |
| 17                                              | 3 mei 1989                                      | Uruguay – Ecuador                               | 3 – 1                                           | Oefeninterland                                  |                                                 |
| 18                                              | 23 mei 1989                                     | Ecuador – Uruguay                               | 1 – 1                                           | Oefeninterland                                  |                                                 |
| 19                                              | 2 juli 1989                                     | Uruguay – Ecuador                               | 0 – 1                                           | Copa América                                    |                                                 |
| 20                                              | 4 juli 1989                                     | Argentinië – Ecuador                            | 0 – 0                                           | Copa América                                    |                                                 |
| 21                                              | 6 juli 1989                                     | Ecuador – Bolivia                               | 0 – 0                                           | Copa América                                    |                                                 |
| 22                                              | 10 juli 1989                                    | Chili – Ecuador                                 | 2 – 1                                           | Copa América                                    |                                                 |
| Als speler van Club Necaxa                      |                                                 |                                                 |                                                 |                                                 |                                                 |
| 23                                              | 20 augustus 1989                                | Colombia – Ecuador                              | 2 – 0                                           | WK-kwalificatie                                 |                                                 |
| 24                                              | 3 september 1989                                | Ecuador – Colombia                              | 0 – 0                                           | WK-kwalificatie                                 |                                                 |
| 25                                              | 10 september 1989                               | Paraguay – Ecuador                              | 2 – 1                                           | WK-kwalificatie                                 |                                                 |
| 26                                              | 24 september 1989                               | Ecuador – Paraguay                              | 3 – 1                                           | WK-kwalificatie                                 | Goal                                            |
| 27                                              | 19 juni 1991                                    | Ecuador – Chili                                 | 2 – 1                                           | Oefeninterland                                  |                                                 |
| 28                                              | 25 juni 1991                                    | Ecuador – Peru                                  | 2 – 2                                           | Oefeninterland                                  |                                                 |
| 29                                              | 30 juni 1991                                    | Chili – Ecuador                                 | 3 – 1                                           | Oefeninterland                                  | Goal                                            |
| 30                                              | 7 juli 1991                                     | Colombia – Ecuador                              | 1 – 0                                           | Copa América                                    |                                                 |
| 31                                              | 9 juli 1991                                     | Uruguay – Ecuador                               | 1 – 1                                           | Copa América                                    | Goal                                            |
| 32                                              | 13 juli 1991                                    | Ecuador – Bolivia                               | 4 – 0                                           | Copa América                                    | Goal                                            |
| 33                                              | 15 juli 1991                                    | Brazilië – Ecuador                              | 3 – 2                                           | Copa América                                    |                                                 |
| 34                                              | 30 mei 1993                                     | Ecuador – Peru                                  | 1 – 0                                           | Oefeninterland                                  |                                                 |
| 35                                              | 15 juni 1993                                    | Ecuador – Venezuela                             | 6 – 1                                           | Copa América                                    | Goal                                            |
| 36                                              | 19 juni 1993                                    | Ecuador – Verenigde Staten                      | 2 – 0                                           | Copa América                                    |                                                 |
| 37                                              | 22 juni 1993                                    | Ecuador – Uruguay                               | 2 – 1                                           | Copa América                                    | Goal                                            |
| 38                                              | 26 juni 1993                                    | Ecuador – Paraguay                              | 3 – 0                                           | Copa América                                    |                                                 |
| 39                                              | 30 juni 1993                                    | Ecuador – Mexico                                | 0 – 2                                           | Copa América                                    |                                                 |
| 40                                              | 3 juli 1993                                     | Ecuador – Colombia                              | 0 – 1                                           | Copa América                                    |                                                 |
| 41                                              | 18 juli 1993                                    | Ecuador – Brazilië                              | 0 – 0                                           | WK-kwalificatie                                 |                                                 |
| 42                                              | 1 augustus 1993                                 | Uruguay – Ecuador                               | 0 – 0                                           | WK-kwalificatie                                 |                                                 |
| 43                                              | 15 augustus 1993                                | Bolivia – Ecuador                               | 1 – 0                                           | WK-kwalificatie                                 |                                                 |
| 44                                              | 5 september 1993                                | Ecuador – Uruguay                               | 0 – 1                                           | WK-kwalificatie                                 |                                                 |
| 45                                              | 19 september 1993                               | Ecuador – Bolivia                               | 1 – 1                                           | WK-kwalificatie                                 |                                                 |
| 46                                              | 3 juli 1995                                     | Paraguay – Ecuador                              | 1 – 0                                           | Oefeninterland                                  |                                                 |
| 47                                              | 7 juli 1995                                     | Brazilië – Ecuador                              | 1 – 0                                           | Copa América                                    |                                                 |
| 48                                              | 10 juli 1995                                    | Colombia – Ecuador                              | 1 – 0                                           | Copa América                                    |                                                 |
| 49                                              | 13 juli 1995                                    | Peru – Ecuador                                  | 1 – 2                                           | Copa América                                    |                                                 |
| 50                                              | 25 oktober 1995                                 | Bolivia – Ecuador                               | 2 – 2                                           | Oefeninterland                                  |                                                 |
| 51                                              | 24 april 1996                                   | Ecuador – Peru                                  | 4 – 1                                           | WK-kwalificatie                                 |                                                 |
| 52                                              | 2 juni 1996                                     | Ecuador – Argentinië                            | 2 – 0                                           | WK-kwalificatie                                 |                                                 |
| 53                                              | 7 juli 1996                                     | Chili – Ecuador                                 | 4 – 1                                           | WK-kwalificatie                                 | Goal                                            |
| 54                                              | 1 september 1996                                | Ecuador – Venezuela                             | 1 – 0                                           | WK-kwalificatie                                 | Goal                                            |
| 55                                              | 9 oktober 1996                                  | Ecuador – Colombia                              | 0 – 1                                           | WK-kwalificatie                                 |                                                 |
| 56                                              | 10 november 1996                                | Paraguay – Ecuador                              | 1 – 0                                           | WK-kwalificatie                                 |                                                 |
| 57                                              | 12 januari 1997                                 | Bolivia – Ecuador                               | 2 – 0                                           | WK-kwalificatie                                 |                                                 |
| 58                                              | 12 februari 1997                                | Ecuador – Uruguay                               | 4 – 0                                           | WK-kwalificatie                                 | Goal                                            |
| 59                                              | 2 april 1997                                    | Peru – Ecuador                                  | 1 – 1                                           | WK-kwalificatie                                 | Goal                                            |
| 60                                              | 30 april 1997                                   | Argentinië – Ecuador                            | 2 – 1                                           | WK-kwalificatie                                 | Goal                                            |
| 61                                              | 8 juni 1997                                     | Ecuador – Chili                                 | 1 – 1                                           | WK-kwalificatie                                 |                                                 |
| 62                                              | 6 juli 1997                                     | Venezuela – Ecuador                             | 1 – 1                                           | WK-kwalificatie                                 |                                                 |
| 63                                              | 20 juli 1997                                    | Colombia – Ecuador                              | 1 – 0                                           | WK-kwalificatie                                 |                                                 |
| 64                                              | 20 augustus 1997                                | Ecuador – Paraguay                              | 2 – 1                                           | WK-kwalificatie                                 | Goal                                            |
| 65                                              | 10 september 1997                               | Brazilië – Ecuador                              | 4 – 2                                           | Oefeninterland                                  | Goal                                            |
| 66                                              | 12 oktober 1997                                 | Ecuador – Bolivia                               | 1 – 0                                           | WK-kwalificatie                                 |                                                 |
| 67                                              | 16 november 1997                                | Uruguay – Ecuador                               | 5 – 3                                           | WK-kwalificatie                                 |                                                 |
| 68                                              | 14 oktober 1998                                 | Brazilië – Ecuador                              | 5 – 1                                           | Oefeninterland                                  |                                                 |
| 69                                              | 18 februari 1999                                | Ecuador – Peru                                  | 1 – 2                                           | Oefeninterland                                  |                                                 |
| 70                                              | 14 april 1999                                   | Mexico – Ecuador                                | 0 – 0                                           | Oefeninterland                                  |                                                 |
| 71                                              | 4 juni 1999                                     | Ecuador – Guatemala                             | 3 – 1                                           | Canada Cup                                      |                                                 |
| 72                                              | 1 juli 1999                                     | Argentinië – Ecuador                            | 3 – 1                                           | Copa América                                    |                                                 |
| 73                                              | 4 juli 1999                                     | Uruguay – Ecuador                               | 2 – 1                                           | Copa América                                    |                                                 |
| 74                                              | 7 juli 1999                                     | Colombia – Ecuador                              | 2 – 1                                           | Copa América                                    |                                                 |
| 75                                              | 29 maart 2000                                   | Ecuador – Venezuela                             | 2 – 0                                           | WK-kwalificatie                                 | Goal                                            |
| 76                                              | 26 april 2000                                   | Brazilië – Ecuador                              | 3 – 2                                           | WK-kwalificatie                                 | Goal                                            |
| 77                                              | 3 juni 2000                                     | Paraguay – Ecuador                              | 3 – 1                                           | WK-kwalificatie                                 |                                                 |
| 78                                              | 29 juni 2000                                    | Ecuador – Peru                                  | 2 – 1                                           | WK-kwalificatie                                 |                                                 |
| 79                                              | 19 juli 2000                                    | Argentinië – Ecuador                            | 2 – 0                                           | WK-kwalificatie                                 |                                                 |
| 80                                              | 25 juli 2000                                    | Ecuador – Colombia                              | 0 – 0                                           | WK-kwalificatie                                 |                                                 |
| 81                                              | 16 augustus 2000                                | Ecuador – Bolivia                               | 2 – 0                                           | WK-kwalificatie                                 |                                                 |
| 82                                              | 3 september 2000                                | Uruguay – Ecuador                               | 4 – 0                                           | WK-kwalificatie                                 |                                                 |
| 83                                              | 8 oktober 2000                                  | Ecuador – Chili                                 | 1 – 0                                           | WK-kwalificatie                                 |                                                 |
| 84                                              | 28 maart 2001                                   | Ecuador – Brazilië                              | 1 – 0                                           | WK-kwalificatie                                 |                                                 |
| 85                                              | 24 april 2001                                   | Ecuador – Paraguay                              | 2 – 1                                           | WK-kwalificatie                                 |                                                 |
| 86                                              | 11 juli 2001                                    | Chili – Ecuador                                 | 4 – 1                                           | Copa América                                    |                                                 |
| 87                                              | 14 juli 2001                                    | Colombia – Ecuador                              | 1 – 0                                           | Copa América                                    |                                                 |
| 88                                              | 14 augustus 2001                                | Ecuador – Argentinië                            | 0 – 2                                           | WK-kwalificatie                                 |                                                 |
| 89                                              | 7 november 2001                                 | Ecuador – Uruguay                               | 1 – 1                                           | WK-kwalificatie                                 |                                                 |
| 90                                              | 20 januari 2002                                 | Ecuador – Haïti                                 | 0 – 2                                           | CONCACAF Gold Cup                               |                                                 |
| 91                                              | 22 januari 2002                                 | Canada – Ecuador                                | 0 – 2                                           | CONCACAF Gold Cup                               | Goal · Goal                                     |
| 92                                              | 12 februari 2002                                | Turkije – Ecuador                               | 0 – 1                                           | Oefeninterland                                  |                                                 |
| 93                                              | 27 maart 2002                                   | Ecuador – Bulgarije                             | 3 – 0                                           | Oefeninterland                                  |                                                 |
| 94                                              | 18 april 2002                                   | Zuid-Afrika – Ecuador                           | 0 – 0                                           | Oefeninterland                                  |                                                 |
| 95                                              | 8 mei 2002                                      | Ecuador – Joegoslavië                           | 1 – 0                                           | Oefeninterland                                  |                                                 |
| 96                                              | 23 mei 2002                                     | Ecuador – Senegal                               | 0 – 1                                           | Oefeninterland                                  |                                                 |
| 97                                              | 3 juni 2002                                     | Italië – Ecuador                                | 2 – 0                                           | WK-eindronde                                    |                                                 |
| 98                                              | 9 juni 2002                                     | Mexico – Ecuador                                | 2 – 1                                           | WK-eindronde                                    |                                                 |
| 99                                              | 13 juni 2002                                    | Ecuador – Kroatië                               | 1 – 0                                           | WK-eindronde                                    |                                                 |
| 100                                             | 21 november 2002                                | Ecuador – Costa Rica                            | 2 – 2                                           | Oefeninterland                                  | Goal                                            |
| 101                                             | 30 april 2003                                   | Spanje – Ecuador                                | 4 – 0                                           | Oefeninterland                                  |                                                 |
| 102                                             | 11 juni 2003                                    | Ecuador – Peru                                  | 2 – 2                                           | Oefeninterland                                  |                                                 |
| Als speler van Cruz Azul                        |                                                 |                                                 |                                                 |                                                 |                                                 |
| 103                                             | 21 augustus 2003                                | Ecuador – Guatemala                             | 2 – 0                                           | Oefeninterland                                  | Goal                                            |
| 104                                             | 6 september 2003                                | Ecuador – Venezuela                             | 2 – 0                                           | WK-kwalificatie                                 |                                                 |
| 105                                             | 18 november 2003                                | Ecuador – Peru                                  | 0 – 0                                           | WK-kwalificatie                                 |                                                 |
| 106                                             | 2 juni 2004                                     | Ecuador – Colombia                              | 2 – 1                                           | WK-kwalificatie                                 |                                                 |
| 107                                             | 5 juni 2004                                     | Ecuador – Bolivia                               | 3 – 2                                           | WK-kwalificatie                                 |                                                 |
| 108                                             | 10 juli 2004                                    | Uruguay – Ecuador                               | 2 – 1                                           | Copa América                                    |                                                 |
| 109                                             | 13 juli 2004                                    | Mexico – Ecuador                                | 2 – 1                                           | Copa América                                    |                                                 |

## Statistieken
| Club            | Seizoen         | Land             | Competitie             | Liga  | Liga  |
| Club            | Seizoen         | Land             | Competitie             | Duels | Goals |
| --------------- | --------------- | ---------------- | ---------------------- | ----- | ----- |
| Deportivo Quito | 1984            | Vlag van Ecuador | Campeonato Ecuatoriano | 1     | 0     |
| Deportivo Quito | 1985            | Vlag van Ecuador | Campeonato Ecuatoriano | 33    | 2     |
| Deportivo Quito | 1986            | Vlag van Ecuador | Campeonato Ecuatoriano | 29    | 7     |
| Deportivo Quito | 1987            | Vlag van Ecuador | Campeonato Ecuatoriano | 36    | 12    |
| Deportivo Quito | 1988            | Vlag van Ecuador | Campeonato Ecuatoriano | 32    | 9     |
| Deportivo Quito | 1989            | Vlag van Ecuador | Campeonato Ecuatoriano | 16    | 8     |
| Necaxa          | 1989–1990       | Vlag van Mexico  | Primera División       | 30    | 4     |
| Necaxa          | 1990–1991       | Vlag van Mexico  | Primera División       | 34    | 3     |
| Necaxa          | 1991–1992       | Vlag van Mexico  | Primera División       | 34    | 8     |
| Necaxa          | 1992–1993       | Vlag van Mexico  | Primera División       | 33    | 7     |
| Necaxa          | 1993–1994       | Vlag van Mexico  | Primera División       | 30    | 7     |
| Necaxa          | 1994–1995       | Vlag van Mexico  | Primera División       | 34    | 6     |
| Necaxa          | 1995–1996       | Vlag van Mexico  | Primera División       | 31    | 5     |
| Necaxa          | 1996–1997       | Vlag van Mexico  | Primera División       | 29    | 1     |
| Necaxa          | 1997–1998       | Vlag van Mexico  | Primera División       | 29    | 5     |
| Necaxa          | 1998–1999       | Vlag van Mexico  | Primera División       | 28    | 7     |
| Necaxa          | 1999–2000       | Vlag van Mexico  | Primera División       | 29    | 6     |
| Necaxa          | 2000–2001       | Vlag van Mexico  | Primera División       | 30    | 9     |
| Necaxa          | 2001–2002       | Vlag van Mexico  | Primera División       | 20    | 3     |
| Necaxa          | 2002–2003       | Vlag van Mexico  | Primera División       | 32    | 2     |
| Cruz Azul       | 2003–2004       | Vlag van Mexico  | Primera División       | 13    | 0     |
| LDU Quito       | 2004            | Vlag van Ecuador | Campeonato Ecuatoriano | 32    | 6     |
| LDU Quito       | 2005            | Vlag van Ecuador | Campeonato Ecuatoriano | 39    | 3     |
| Totaal carrière | Totaal carrière | Totaal carrière  | Totaal carrière        | 704   | 131   |

## Erelijst
Club Necaxa
Internationaal
- CONCACAF Champions Cup: 1999
- CONCACAF Cup Winners Cup: 1994

Nationaal
- Primera División: 1994/95, 1995/96, 1998 Invierno
- Copa de México: 1995
- Campeón de Campeones: 1995

 LDU Quito
- Serie A: 2005 Apertura

 Ecuador
- Canada Cup: 1999